# 10.º Destacamento Móvil Fronterizo
«10º Destacamento Móvil Fronterizo» : también conocido como 10.º Destacamento Separado de Respuesta Operacional "WATCH" (unidad militar 1496) es un organismo estatal de protección de fronteras que cumple directamente las tareas asignadas al Servicio Estatal de Fronteras para garantizar la inviolabilidad del estado. frontera de Ucrania en las secciones de la frontera estatal determinadas por decisión de la Administración del Servicio Estatal de Fronteras. El comandante es el coronel Maksym Vileninovych Balagura.

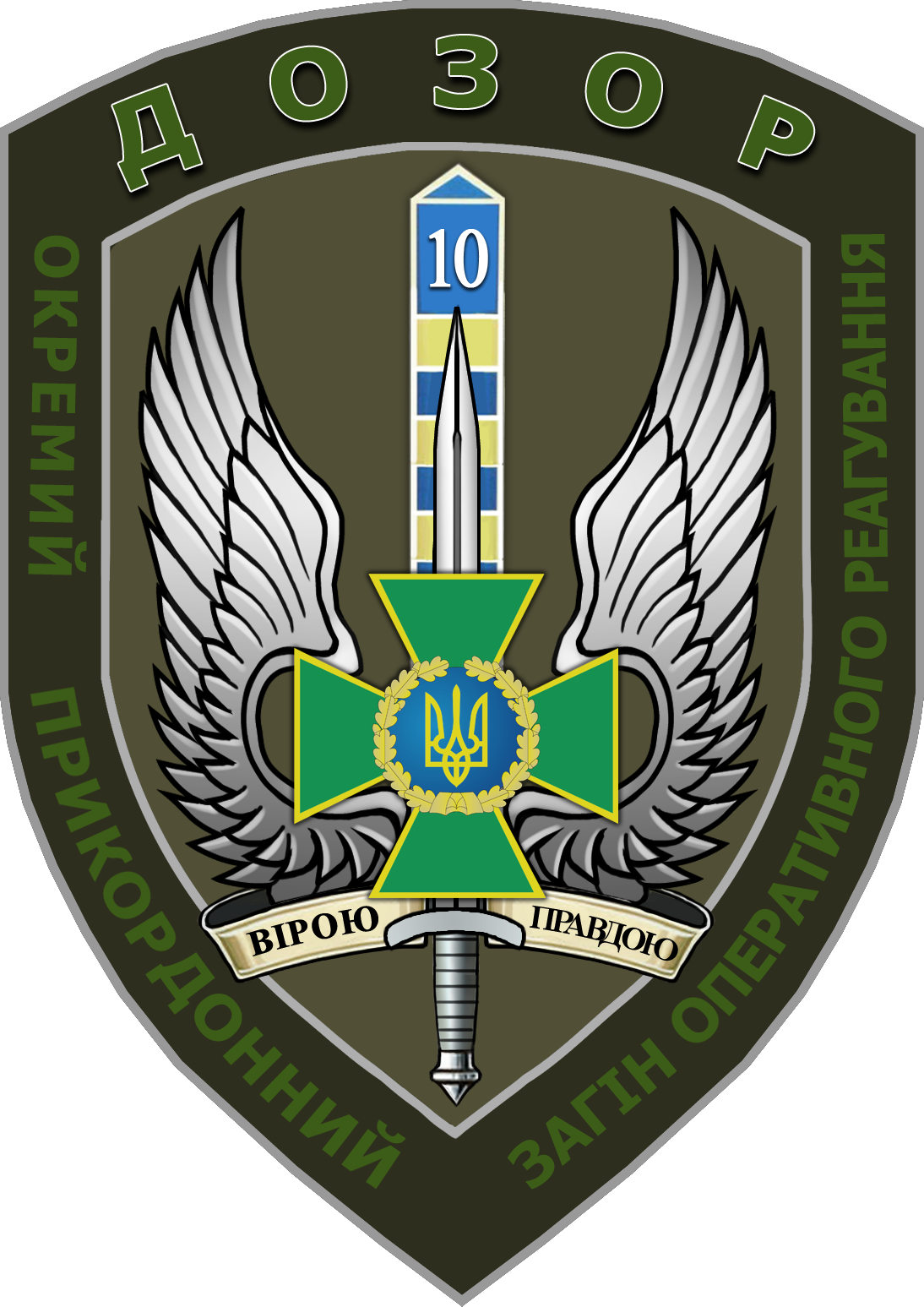
Emblema del 10º Destacamento Móvil Fronterizo

## Historia
A mediados de abril de 2018, para garantizar el cumplimiento de las tareas en varias regiones, comenzó el despliegue del departamento de operaciones especiales "DOZOR" con ubicaciones en Járkov, Zhitómir, Leópolis, Jersón y Odesa. En mayo de 2018 está previsto iniciar un nuevo proceso de selección para las filas del destacamento.
Para finales de año está previsto contar con alrededor de 1.000 efectivos de fuerzas especiales fronterizas y aumentar los esfuerzos para crear fuerzas especiales marítimas, es decir, unas 270 personas que prestarán servicio en las unidades Dozor-M en las aguas de los mares Azov y Negro. 
En mayo de 2019, con la ayuda de la Embajada de Estados Unidos, se transfirieron a la agencia fronteriza dos embarcaciones seguras, que pueden utilizarse con fines de patrullaje y asalto-incursión. La décima unidad de respuesta operativa separada (D.O.Z.O.R.) utilizará barcos modernos con fines operativos y de servicio. La tripulación del barco es de cuatro marineros. Sin embargo, es posible alojar hasta 20 tropas aerotransportadas con equipo.
En septiembre de 2019 la unidad participó en competiciones internacionales en Lituania. Según sus resultados, obtuvo el segundo lugar.
Desde el 24 de febrero de 2022, el destacamento participa activamente en la lucha contra Invasión rusa de Ucrania. Después de la victoria en la guerra se describirán más detalles sobre el éxito total de la unidad, ya que esta información actualmente es clasificada.
El 30 de abril de 2023, el décimo Destacamento Móvil Fronterizo recibió el premio "Por el Coraje y EL Valor" por decreto del Presidente de Ucrania Volodímir Zelenski.

## Estructura
Gestión:
- Comando;
- Servicio de régimen y protección de información;
- Cuartel General;
- Departamento operativo e investigativo.

Subdivisiones principales:
- 1er departamento
- 2do departamento
- 3er departamento
- 4to departamento
- departamento canino;
- departamento de equipos especiales.

Unidades de apoyo:
- Grupo de Soporte material y técnico.
- Departamentos regionales.

## Funciones Especiales
Las Funciones especiales del destacamento incluyen:
- llevar a cabo acciones locales (in situ) en las direcciones determinadas por decisión de la Administración del Servicio Estatal de Fronteras y dirigir las acciones de las unidades subordinadas;
- participación en actividades relacionadas con la organización de la protección de los lugares de estancia permanente y temporal del Presidente de Ucrania y otros funcionarios, definidos en la Ley de Ucrania "Sobre la protección estatal de las autoridades y funcionarios estatales de Ucrania";
- Actividad antiterrorista
- Lucha contra la migración ilegal, la trata de esclavos y el tráfico ilegal de drogas.
- Operaciones Especiales
- Realización de inteligencia especial.
- garantizar la seguridad de los altos funcionarios
- Realización de eventos de capacitación para las unidades de línea del Servicio de Seguridad del Estado.
- Actividad anti-sabotaje
- Actividad operativa

## Comandantes
- Coronel Vadim Hryhorovich Sobko
- Coronel Maksym Vileninovych Balagura

## Armamento
- Fusil UAR-15[9]

## Enlace Externo
- Esta obra contiene una traducción  derivada de «10th Mobile Border Detachment» de Wikipedia en inglés, publicada por sus editores bajo la Licencia de documentación libre de GNU y la Licencia Creative Commons Atribución-CompartirIgual 4.0 Internacional.